# Я̆ (слово ћирилице)
Я̆ я̆ (искошено: Я̆ я̆) је слово ћириличног писма.
Слово "я̆" се користи у казимском дијалекту хантијског језика.

## Уникод
| Знак                      | Я                                     | Я                                     | я                                   | я                                   | ̆                | ̆                |
| ------------------------- | ------------------------------------- | ------------------------------------- | ----------------------------------- | ----------------------------------- | --------------- | --------------- |
| Назив у Уникоду           | CYRILLIC CAPITAL LETTER YA WITH BREVE | CYRILLIC CAPITAL LETTER YA WITH BREVE | CYRILLIC SMALL LETTER YA WITH BREVE | CYRILLIC SMALL LETTER YA WITH BREVE | COMBINING BREVE | COMBINING BREVE |
| Врста кодирања            | децимална                             | хексадецимална                        | децимална                           | хексадецимална                      | децимална       | хексадецимална  |
| Уникод                    | 1071                                  | U+042F                                | 1103                                | U+044F                              | 774             | U+0306          |
| UTF-8                     | 208 175                               | D0 AF                                 | 209 143                             | D1 8F                               | 204 134         | CC 86           |
| Нумеричка референца знака | &#1071;                               | &#x42F;                               | &#1103;                             | &#x44F;                             | &#774;          | &#x306;         |